# Silvia Fröhlich
Silvia Fröhlich de domo Arndt, 2° voto Duscher (ur. 24 lutego 1959 w Lipsku) – niemiecka wioślarka reprezentująca NRD, złota medalistka olimpijska i pięciokrotna medalistka mistrzostw świata.

## Kariera
Wystąpiła na igrzyskach olimpijskich w Moskwie w 1980, gdzie osada NRD w składzie: Ramona Kapheim, Silvia Fröhlich, Angelika Noack, Romy Saalfeld i Kirsten Wenzel (sterniczka) zdobyła złoty medal w czwórkach ze sternikiem. W finale o 1,48 sekundy wyprzedziły osadę Bułgarii i o 1,65 sekundy osadę ZSRR. Był to jej jedyny start olimpijski. Nie brała udziału w igrzyskach olimpijskich w Los Angeles w 1984, z uwagi na bojkot zawodów przez NRD.
Na mistrzostwach świata w Cambridge (1978) i mistrzostwach świata w Bledzie (1979) zdobywała srebrne medale w ósemkach. Następnie zajęła drugie miejsce w czwórkach ze sernikiem na mistrzostwach świata w Monachium (1981). Ponadto w parze z Maritą Sandig zwyciężała w dwójkach bez sternika na mistrzostwach świata w Lucernie (1982) i mistrzostwach świata w Duisburgu (1983).
Po zakończeniu kariery pracowała jako dentystka w Oberkotzau.
W 1980 została odznaczona Orderem Zasługi dla Ojczyzny.